# Миропомазание

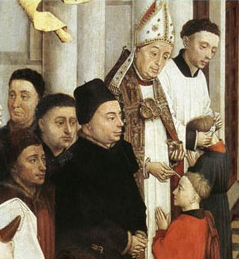
«Епископ совершает конфирмацию» (Рогир ван дер Вейден, XV век)

Миропома́зание (др.-греч. χρίσμα, лат. chrisma) — священнодействие в христианских церквях; является таинством в Православной, Католической, Древних восточных церквях и в некоторых протестантских церквях, через которое верующему подаются дары Святого Духа, укрепляющие его в духовной жизни. Как поясняет протопресвитер Александр Шмеман, речь идёт не о различных дарах Святого Духа, а о самом Святом Духе, Который сообщается человеку как дар. В православии миропомазание совершается священником сразу после крещения, в католицизме миропомазание, или конфирмацию, крещённых людей обычно совершает епископ (в особых случаях — священник), крещённых детей — при достижении ими 7—12 лет. В протестантизме миропомазание не является таинством.

## Историческое происхождение
Установление таинства миропомазания восходит к апостольским временам. В первоначальной Церкви каждый новокрещёный получал благословение и дар Святого Духа через возложение рук апостола или епископа. Но уже в самих апостольских посланиях дар Святого Духа, которым обладают христиане, иногда называется «помазанием» (1Ин. 2:20, 2Кор. 1:21).
Лаодикийский собор (343 год) издал правило: «Подобает просвещаемым быть помазуемым Помазанием небесным, и быть причастниками Царствия Божия» (правило 48). Этим собор закрепил практику совершения миропомазания сразу после крещения, что вероятно не всегда совершалось во времена Лаодикийского собора.
О таинстве миропомазания писали богословы первых веков христианства:
- Григорий Богослов (IV век): «Если оградишь себя печатью, обезопасишь свою будущность лучшим и самым действенным способом, ознаменовав душу и тело Миропомазанием и Духом, как древний Израиль ночной и охраняющей кровью первенцев и помазанием (Исх. 12:13), тогда что может с тобой случиться?».

Архиепископ Фессалоникийский Симеон о миропомазании пишет следующее:

Миропомазание полагает первую печать и восстанавливает образ Божий, повреждённый в нас через преслушание. Точно так же оно возрождает в нас благодать, которую Бог вдунул в душу человеческую. Миропомазание содержит в себе силу Духа Святого. Оно — сокровищница Его благоухания, знамение и печать Христовы.

## Порядок совершения таинства

### Православие

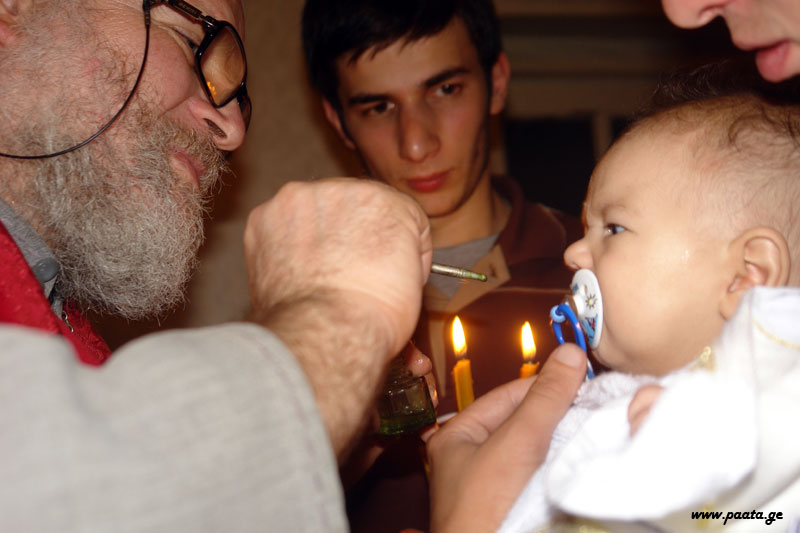
Миропомазание младенца в Грузинской православной церкви

В Православной церкви внешняя сторона таинства заключается в том, что епископ, а гораздо чаще священник, ритуально мажет некоторые части тела человека особо освящённым ароматическим маслом — миром, через которое передаётся божественная благодать. Перед миропомазанием священник читает молитву о ниспослании на человека Духа Святого, а затем помазывает ему крестообразно лоб, глаза, ноздри, уста, уши, грудь, руки и ноги. При каждом помазании каждой части тела священник повторяет тайносовершительные слова: «Печа́ть да́ра Ду́ха Свята́го. Ами́нь».
Изначально апостолы на новокрещённых возлагали руки, но уже в апостольское время эта форма была заменена помазанием. Согласно VI правилу Карфагенского собора, право освящать миро принадлежит только епископу, в настоящее время его освящает предстоятель той или иной Поместной церкви.
Миропомазание совершается обычно сразу после таинства крещения, однако может совершаться и отдельно, например, как дополнение крещения, совершённого мирянином. Без миропомазания человек не допускается до причащения, даже если он уже крещён.
Согласно 105-й главе Большого Требника, через миропомазание принимаются лица, крещённые во младенчестве в православии, но затем воспитанные с самого раннего детства вне православной веры.
С 1718 года Русская церковь не возвращалась к перекрещиванию католиков, армян, лютеран, англикан и кальвинистов. Впоследствии Русская церковь постановила католиков и армян, которые были миропомазаны в своих церквях, принимать через покаяние (без миропомазания в Русской церкви); лютеран, англикан, кальвинистов и других протестантов, у которых крещение совершается чрез троекратное погружение (или обливание), принимать через миропомазание, совершаемое в Русской церкви, и отречение от ереси. Миропомазание совершается над ними по той причине, что, во-первых, такого таинства у них нет, а во-вторых, нет священства по апостольскому преемству. Согласно решению Священного синода Русской православной церкви от 9 марта 2017 года старообрядцев в Православную церковь принимают через миропомазание (без крещения).
Над представителями Древних восточных церквей, согласно 95-му правилу Трулльского собора, миропомазание не совершается (люди, приходящие в православие, должны приниматься лишь через письменное отречение от своих ересей). В древности через миропомазание в Православную церковь, согласно 7-му правилу Второго Вселенского собора, принимались ариане, македониане, савватиане, новациане, четыренадесятники, аполинириане. Принимались в православие через миропомазание и представители монофизитства, в греческих древних евхологиях и в славянских кормчих сохранился чин принятия армян и яковитов (у русских называвшийся чин принятия хвалисин).
Кроме таинства миропомазания, освящённое миро используется при помазании престола и стен православного храма при его освящении.
См. также: Мироваренная палата
Миропомазание на царство
Миропомазание совершается над человеком второй раз в жизни, если человек поставляется через церковь на царство, так называемое инаугурационное миропомазание (помазание на царство, греч. τò χρίσμα τῆς βασιλείας) монархов. В Полном православном богословском энциклопедическом словаре написано, что помазание на царство — это вторая, высшая степень таинства миропомазания.
О том, является ли помазание на царство церковным таинством — среди духовенства Русской православной церкви единого мнения нет: известны диаметрально противоположные суждения.

Это миропомазание не есть особое таинство или повторение миропомазания, совершаемого над каждым православным христианином после крещения (подобно тому, как, например, хиротония во епископа не есть повторение предшествующей ей хиротонии во священника), а лишь особый вид или высшая степень таинства миропомазания, в которой, в виду особенного назначения православного государя в мире и Церкви, ему сообщаются особенные высшие благодатные дары царственной мудрости и силы. Совершаемое в нашей Церкви царское миропомазание бывает во время литургии, после причащения священнослужителей, пред открытыми царскими вратами.
— Сергей Булгаков

Всем известно, что русские цари при короновании помазывались миром. С точки зрения канонической и догматической это было помазание миром и ни в коем случае не таинством миропомазания. И я лично считал это таинством только будучи гимназистом пятого класса, а когда стал разбираться в смысле церковных указаний, то стал уже критически относиться к детским учебникам.
— Андрей (Ухтомский), епископ

### Католицизм
См. также Конфирмация
Во II–III веках в подавляющем большинстве латинских послекрещальных чинов имеется только одно помазание сразу после крещения. 
Двукратное помазание (первое — пресвитером, второе — епископом) зафиксировано в составе чина крещения в Сакраментарии Геласия (VII век).
Именно помазание епископом после крещения в католичестве будет в дальнейшем причислено к числу семи таинств, оно также называется конфирмацией. Священник имеет право совершать это таинство только в экстренных случаях или по особому поручению епископа. Внешним выражением таинства является помазание миром лба, с возложением рук и произнесением следующих слов: «Прими печать дара Святого Духа» (лат. Accipe signaculum doni Spiritus Sancti).
В настоящее время после того как священник крестит младенца или ребёнка, он помазывает верхнюю часть головы новокрещённого. При этом священник читает особую молитву: «Всемогущий Бог, Отец Господа нашего Иисуса Христа, Который дал возрождение тебе водою и Духом Святым, кто дал тебе прощение всех твоих грехов, (Он помазал) Он помажет † миром спасения в том же Христе Иисусе, Господе нашем, к жизни вечной. Аминь.». Данное помазание в католичестве таинством не считается, а входит в Чин крещения. Через некоторое время положено совершать над крещённым ребёнком миропомазание (конфирмацию).
Кодекс канонического права 1917 года определял возраст для совершения конфирмации около 7 лет (статья 788), а епископы обязаны каждые 5 лет для совершения конфирмации объезжать свой диоцез (статья 785.3). В декларации Конгрегации таинств (1932 год) разъяснялось, что 7 лет — не минимальный возраст, а наиболее подходящий. Совершение конфирмации раньше возможно в случае опасности смерти и недоступности епископа (1935 год).
Согласно Кодексу канонического права 1983 года, если крещается взрослый, то ему следует сразу же после крещения принять миропомазание (статья 866), причём пресвитер имеет полномочия совершать миропомазание, если он «в силу занимаемой должности или мандата диоцезного епископа крестит тех, кто вышел из детского возраста, или допускает лицо, уже принявшее крещение, к полному общению с Католической церковью» (статья 883.2). 
При этом согласно Кодексу, «о предстоящем крещении взрослых, по крайней мере достигших четырнадцатилетнего возраста, следует уведомить диоцезного епископа, чтобы он мог преподать крещение сам, если сочтёт это целесообразным» (статья 863), условиями принятия конфирмации являются нахождение в здравом рассудке и способность возобновить крещальные обеты (статья 889.2).
Согласно Катехизису Католической церкви:
Последствие Миропомазания — особое излияние Святого Духа, подобное дарованному в день Пятидесятницы. Это излияние налагает на душу неизгладимую печать и взращивает крещальную благодать; оно глубже укореняет человека в Божественном усыновлении; крепче связывает с Христом и его Церковью; умножает в душе дары Святого Духа; даёт особую силу, чтобы свидетельствовать о христианской вере.

### Лютеранство
Конфирмация у протестантов представляет обряд сознательного исповедания веры, где миропомазание как таковое отсутствует. Предполагается, что крещение человек принимает в младенчестве, конфирмация же свидетельствует, что человек сознательно делается частью церкви (Воцерковление). Таинством лютеране конфирмацию не признают, считая её одной из форм благословения (подобной браку).